# ファッションビル
ファッションビル（fashion building: 和製英語）は、衣類や雑貨などファッション関連を取り扱う専門店（ブティックやセレクトショップなど）を主なテナントとするショッピングセンターの一種。特に女性向けのアパレルショップが中心となることが多い。

## 概要
百貨店やスーパーマーケットの様に業界団体もなく、百貨店などの様に業態自体が学術研究の対象となることもほとんどなく、大辞泉が掲載しているものの他の辞書・辞典では記載自体されないことが多く、学術的に見れば定義されていないのが現状である。
しかし、朝日新聞、産経新聞、日本経済新聞、毎日新聞、読売新聞など主要なマスコミはこうした店舗を「ファッションビル」として報道するのが一般的であり、主たる顧客である若い女性の間や百貨店・アパレル業界、ショッピングセンター業界関係者の間でも定着し、中小企業庁も代表的な大型店の一つとしてファッションビルを取り上げており、一般的な用語となりつつある。
大都市などでは若手デザイナーの店舗を入れて育成する場合もあり、新たな流行の発信地としての機能を果たしているケースもあるほか、流行や話題性を重視している為、ファッション感度の高いとされる若い顧客を中心ターゲットとする場合が多く、実際若者に支持されることも多い。
商品価格が1万円を切るテナントが多いルミネやパルコに代表されるように百貨店に比べて低価格であることを武器に成長し、近年はかつての百貨店系卸売業者も「ファッションビル」用のブランドを立ち上げて出店するほどになっている。
立地は基本的に中心市街地である。鉄道が発達している大都市圏においてはターミナル駅と直結して駅ビル化していることも多い。JR東日本のルミネやアトレ、JR西日本のルクア、JR九州のアミュプラザなど、近年はJR各社が駅ビルを「ファッションビル」化するケースも多い。JRだけでなく大手私鉄各社も東急の109、小田急電鉄のミロード、名鉄のメルサ、阪急電鉄のHEP FIVE、西鉄のソラリアプラザなどのファッションビルを手がけている会社が多い。また、テナント構成やターゲット顧客を大都市の都心部とは変えながら郊外や地方都市にも展開している。

## 主なファッションビル
- マルイ[28]
- パルコ
- OPA
- ビブレ
- フォーラス
- 東急プラザ
- 109
- 東急スクエア
- メルサ
- KITTE
- ミーナ

- 札幌ステラプレイス（札幌）
- PIVOT CROSS（札幌）
- 丸ヨ池内（札幌）
- ル・トロワ（札幌）

- ラビナ（青森）
- アプリーズ（弘前）
- ヴィアノヴァ（八戸）
- フェザン（盛岡）
- エスパル（仙台、山形、福島、郡山）
- EBeanS（仙台）
- クラックス（仙台）
- セルバ（仙台）
- 秋田ステーションビル アルス（秋田）
- フォンテAKITA（秋田）
- Ati郡山（郡山）

- EXCEL（水戸）
- 高崎モントレー（高崎）
- アルシェ（さいたま）
- オーロラモールジュンヌ（千葉）
- ルミネ（東京・埼玉・神奈川）
- NEWoMan（東京・神奈川）
- アトレ（関東各地）
- アルタ（池袋）
- ミロード（東京ほか）
- COREDO（東京・日本橋）
- GINZA SIX（東京・銀座）
- ウィング（東京・高輪ほか）
- 相鉄ジョイナス（横浜）
- ランドマークプラザ（横浜）
- クイーンズスクエア横浜（横浜）
- キュービックプラザ新横浜（横浜）
- 横浜ワールドポーターズ（横浜）
- 岡田屋モアーズ（横浜、川崎ほか）
- 川崎DICE（川崎）
- ミウィ橋本（相模原）
- ODAKYU 湘南 GATE（藤沢）

- 万代ビルボードプレイス（新潟）
- マリエとやま（富山）
- マルート（富山）
- 片町きらら（金沢）
- C-one（長野）
- パルシェ（静岡）
- 新静岡セノバ（静岡）
- けやきプラザ（静岡）
- メイワン（浜松）
- T-FACE（豊田）
- ラシック（名古屋）
- ミッドランドスクエア（名古屋）
- 星が丘テラス（名古屋）
- 近鉄パッセ（名古屋）
- ナディアパーク（名古屋）

- Oh!Me大津テラス（大津）
- 京都アバンティ（京都）
- HEP FIVE（大阪）
- ハービスOSAKA（大阪）
- ハービスENT（大阪）
- ルクア（大阪）
- E-MA（大阪）
- ビッグステップ（大阪）
- 上本町YUFURA（大阪）
- あべのand（大阪）
- あべのHoop（大阪）
- NU茶屋町（大阪）
- NU茶屋町プラス（大阪）
- 天王寺ミオ（大阪）
- 京阪シティモール（大阪）
- 京阪モール（大阪）
- なんばパークス（大阪）
- イオンSENRITO専門館（豊中）
- 枚方モール（枚方）
- LINOAS（八尾）
- ノバティながの（河内長野）
- ミント神戸（神戸）
- umie（神戸）
- リブ住吉（神戸）
- ピオレ姫路（姫路）
- コロワ甲子園（西宮）
- 伊丹ショッピングデパート（伊丹）
- ラソラ川西（川西）
- 和歌山ミオ（和歌山）

- クレド岡山（岡山）
- アクア広島センター街（広島）
- サンモール（広島）

- アミコビル（徳島）
- 徳島駅クレメントプラザ（徳島）
- 瓦町FLAG（高松）
- 丸亀町グリーン（高松）
- AEL MATSUYAMA（松山）

- サンセルコ（福岡）
- ソラリアプラザ（福岡）
- ソラリアステージ（福岡）
- アミュプラザ（九州各地（佐賀除く））
- セントシティ（北九州）
- COCOSA（熊本）
- マルヤガーデンズ（鹿児島）

### かつて存在したファッションビル
- 4丁目プラザ（札幌）
- ピヴォ（札幌）
- 札幌エスタ（札幌）
- ススキノラフィラ（札幌）
- 丸井マルサ（札幌）
- チーノはちのへ（八戸）
- 青山ベルコモンズ（東京・青山）
- ベルビー赤坂（東京・赤坂）
- ラブロ片町（金沢）
- 山交百貨店（甲府）
- ショッピングプラザ again（長野）
- 岐阜センサ（岐阜）
- 富士急百貨店（沼津）
- 四日市スターアイランド（四日市）[29]
- FISMY（京都、大阪）
- プラッツ近鉄（京都）
- オトカリテ（豊中）
- ファミリオ（神戸）
- ルブラン（倉敷）
- ウィズワンダーランド（広島）
- キャスパ（福山）
- RiM-f（福山）
- ラフォーレ原宿・松山（松山）
- ヴィサージュ（今治）
- イムズ（福岡）
- 天神コア（福岡）

## 関連文献
- 川島蓉子『TOKYOファッションビル』日本経済新聞社出版社　2007年
  - ファッションビルについて纏められた珍しい専門書である。著者は伊藤忠商事系の伊藤忠ファッションシステムに勤めるファッションの研究者である。